# 葛海蛟
葛海蛟，男，汉族，1971年12月生，辽宁辽中人，1993年7月参加工作，1998年1月加入中国共产党，2008年获南京农业大学农业经济及管理学博士学位，高级经济师、国际商务师。
现任中国银行董事长、党委书记、中银香港（控股）有限公司董事长。第十四届全国人民代表大会代表，新加坡金融管理局国际咨询委员会委员。

## 生平

### 早年及中国农业银行
1993年毕业于辽宁大学国际经济系国际金融专业，获经济学和法学双学士学位。1998年1月加入中国共产党。1999年毕业于吉林大学经济系世界经济专业，获经济学硕士学位，2000年获南京农业大学金融学硕士学位，2008年获南京农业大学农业经济及管理学博士学位。
1993年进入农行系统，并在此工作了23年，其间先后担任中国农业银行辽宁省分行国际业务部总经理、辽阳市分行行长、大连市分行副行长、新加坡分行行长、总行国际业务部副总经理（部门总经理级）、悉尼分行海外高级管理人员、黑龙江省分行行长等。

### 中国光大银行
2016年，葛海蛟参与了金融系统中管干部12人选拔。2016年10月至2018年10月，调任中国光大集团副总经理，并先后兼任过上海总部主任、光大兴陇信托董事长等职。2018年11月至2019年9月任中国光大银行党委副书记、行长、中国光大集团执行董事，成为当时12家全国性股份制商业银行中首位“70后”行长。

### 河北省
2019年9月至2021年11月任河北省人民政府副省长，党组成员。2021年11月至2023年3月任中共河北省委常委、河北省人民政府常务副省长、党组副书记、省委军民融合发展委员会办公室主任、省委国防科技工业工作委员会书记、省委雄安新区规划建设领导小组办公室主任。

### 中国银行
2023年3月31日，时隔三年半重回金融系统，任中国银行董事长、党委书记、中银香港（控股）有限公司董事长。同日，中央纪委国家监委网站发布消息，前任中行董事长刘连舸涉嫌严重违纪违法被查。